# Moutier-Malcard
Moutier-Malcard este o comună în departamentul Creuse din centrul Franței. În 2009 avea o populație de 546 de locuitori.

## Evoluția populației
| An        | 1975 | 1982 | 1990 | 1999 | 2006 | 2009 |
| --------- | ---- | ---- | ---- | ---- | ---- | ---- |
| Populație | 747  | 678  | 573  | 514  | 537  | 546  |